# Palephyra pelagica
Palephyra pelagica är en manetart som först beskrevs av Ernst Haeckel 1880.  Palephyra pelagica ingår i släktet Palephyra och familjen Nausithoidae. Inga underarter finns listade i Catalogue of Life.